# James McCaffrey
James McCaffrey (Albany (New York), 1958 – Larchmont (New York), 17 december 2023) was een Amerikaans acteur.

## Biografie
McCaffrey werd geboren in Albany (New York), en heeft gestudeerd aan de University of New Haven in West Haven (Connecticut) met een beurs in American football, honkbal en kleinkunst. Na zijn studie verhuisde hij naar Boston waar hij een carrière opbouwde als artiest, grafische kunstenaar en toneelregisseur. Hierna begon hij met zijn loopbaan als acteur voor televisie en in films. Later werd hij ook stemacteur voor computerspellen, zo sprak hij onder meer de stem van het personage Max Payne uit de gelijknamige serie in.
McCaffrey overleed op 65-jarige leeftijd aan de gevolgen van multipel myeloom.

## Filmografie

### Films
Uitgezonderd korte films.
- 2019 Mob Town - als chief Lane
- 2018 Murder at the Mansion - als Jimmy
- 2018 The Big Take - als Douglas Brown
- 2017 Romance at Reindeer Lodge - als William
- 2017 Blind - als Howard
- 2016 Destined - als Bill Holder
- 2016 Larchmont - als Frank
- 2016 One Fall - als Werber Bond
- 2016 Confidence Game - als David
- 2015 Coach of the Year - als Fred Call
- 2015 Sam - als Seymour
- 2015 I Dream Too Much - als Nikki
- 2014 Like Sunday, Like Rain - als Dale
- 2014 Betrayed - als Sully
- 2014 A Cry from Within - als pastoor Thomas
- 2013 Douglas Brown – als ??
- 2013 The Suspect – als sheriff
- 2012 Excuse Me for Living – als Barry
- 2012 To Redemption – als Nick Reed
- 2012 Compliance – als detective Neals
- 2011 The Orphan Killer – als detective Jones
- 2011 One Fall – als Werber Bond
- 2011 Gun Hill – als Alex Web
- 2010 Camp Hell – als Dr. John
- 2010 Meskada – als Billy Burns
- 2010 NoNAMES – als Mr. Williams
- 2010 Pregnancy Pact – als Michael Dougan
- 2009 Sordid Things – als Jagger Manchester
- 2008 Last Call – als Steven
- 2007 Feel the Noise – als Jeffrey Skylar
- 2007 Broken English – als Perry
- 2005 Hide and Seak – als Charlie
- 2004 Fresh Cut Grass – als Sam
- 2004 She Hate Me – als Bob
- 2003 Distress – als Jack Douglas
- 2003 American Splendor – als Fred
- 1999 Switched at Birth – als Darryl
- 1999 The Florentine – als Jack Ryan
- 1999 Coming Soon – als Dante
- 1999 the Tic Code – als Michael
- 1997 Shanghai 1937 – als Frank Taylor
- 1997 Nick and Jane – als Nick
- 1996 The Truth About Cats & Dogs – als Roy
- 1995 Burnzy's Last Call – als Sal
- 1994 Viper – als Joe Astor
- 1994 Schemes – als Paul Stewart
- 1993 Telling Secrets – als James Merrick
- 1990 Bail Jumper – als beveiliger
- 1990 New York's Finest – als Maitre 'D

### Televisieseries
Uitgezonderd eenmalige gastrollen.
- 2017 - 2019 She's Gotta Have It - als Danton Phillips - 5 afl.
- 2013 - 2018 Suits - als Gordon - 3 afl.
- 2018 Jessica Jones - als Maximillian 'Max' Tatum - 2 afl.
- 2014 The Following - als David - 2 afl.
- 2011 – 2012 Revenge – als Ryan Huntley – 4 afl.
- 2004 – 2011 Rescue Me – als Jimmy Keefe – 55 afl.
- 2008 Canterbury's Law – als Frank Angstrom – 4 afl.
- 2005 – 2006 Beautiful People – als Julian Fiske – 12 afl.
- 2003 As the World Turns – als Charley Spangler – 11 afl.
- 2003 Law & Order: Criminal Intent – als Daniel Croydon – 2 afl.
- 1994 – 1999 Viper – als Joe Astor / Michael Payton – 34 afl.
- 1996 – 1997 New York Undercover – als kapitein Arthur O'Byrne - 6 afl.
- 1996 Swift Justice – als Mac Swift – 13 afl.
- 1992 Civil Wars – als ?? – 4 afl.

### Computerspellen
- 2023 Alan Wake II - als Alex Casey
- 2020 Control: AWE - als Zachariah Trench
- 2020 Control: The Foundation - als Zachariah Trench
- 2019 Control - als Zachariah Trench
- 2012 Max Payne 3 – als Max Payne
- 2010 Alan Wake – als Tom Zane / Alex Casey
- 2008 Alone in the Dark – als Edward Carnby
- 2005 Area-51 – als stemmen
- 2003 Max Payne 2: The Fall of Max Payne – als Max Payne
- 2001 Max Payne – als Max Payne

- Biblioteca Nacional de España: XX1788906
- Bibliothèque nationale de France: cb14205257s (data)
- Gemeinsame Normdatei: 1061535967
- International Standard Name Identifier: 0000 0000 7826 4154
- Library of Congress Control Number: no2004064382
- Nederlandse Thesaurus van Auteursnamen: 417586434
- Système universitaire de documentation: 087241404
- Virtual International Authority File: 64217213
- WorldCat: E39PBJjdfgBcGb8bTmWHM4KTpP